# Уварово (Тутаевский район)
В Ярославской области есть ещё одна деревня Уварово, в Любимском районе.
Уварово — деревня Артемьевского сельского округа Артемьевского сельского поселения Тутаевского района Ярославской области .
Деревня находится к северо-западу от Тутаева. Она расположена с юго-западной стороны от федеральной трассы Р151 Ярославль—Рыбинск, на участке Тутаев — Рыбинск, на удалении около 1 км от трассы. На расстоянии около  500 м с северо-запада от деревни протекает небольшой ручей, правый приток Волги Каменка. на нём к северу от Уварово стоит деревня Подлесное. На расстоянии около 1 км к востоку от Уварово стоит деревня Голенищево .
Деревня Уварова указана на плане Генерального межевания Борисоглебского уезда 1792 года. В 1825 Борисоглебский уезд был объединён с Романовским уездом. По сведениям 1859 года деревня относилась к Романово-Борисоглебскому уезду .
На 1 января 2007 года в деревне Уварово не числилось постоянных жителей . По карте 1975 г. в деревне жило 5 человек. Деревню Уварово обслуживает почтовое отделение, находящееся в городе Тутаев .